# ماهواره‌بر سفیر امید
ماهواره‌بر سفیر امید نام ماهواره‌بری بود که مأموریت حمل ماهواره امید را بر عهده داشت.

## پرتاب
پرتاب آن در بامداد روز ۲۷ مرداد ۱۳۸۷ انجام شد. مراسم پرتاب این ماهواره با حضور محمود احمدی‌نژاد رئیس‌جمهور ایران و با پیام وی برگزار شد. در ابتدا ستاد کل نیروهای مسلح ایران اعلام کرد که ماهواره امید با یک موشک ایرانی به فضا فرستاده شده‌است اما ساعاتی بعد خبر پرتاپ ماهواره امید تکذیب و تأکید شد که تنها موشک ماهواره بر سفیر امید آزمایش شده‌است. ماهواره امید با این ماهواره‌بر به فضا پرتاب شد.